# Remigius Bunia
Remigius Bunia (* 1977 in Wodzisław Śląski, Polen) ist ein deutscher Komparatist, Unternehmer und Autor.

## Leben
Nach seinem Abitur 1996 studierte der in der Woiwodschaft Schlesien geborene Bunia von 1997 bis 2002 neuere deutsche Literaturwissenschaft, Mediävistik, Linguistik und Mathematik an der Universität Bonn sowie 1999/2000 Germanistik an der Sorbonne in Paris. Im Jahr 2002 erhielt er seine Abschlüsse als Diplom-Mathematiker und als Magister Artium (Literaturwissenschaft). Er promovierte 2006 an der Universität Siegen. In den Jahren 2006 bis 2009 war er an den Universitäten in Siegen, Bonn und Mainz sowie an der Zeppelin-Universität tätig. Von 2009 bis 2015 hatte er eine Juniorprofessur an der Freien Universität inne. Er nahm Gastprofessuren bzw. -dozenturen an der Université de Montréal, der École des Hautes Études en Sciences Sociales (Paris) und der Universidade de São Paulo wahr. Bis zum Sommersemester 2013 war er Geschäftsführender Direktor des Peter-Szondi-Instituts. Nach Ende seiner universitären Laufbahn gründete er verschiedene Unternehmen und begann an einem Gymnasium in Berlin-Grunewald ein Lehramtsreferendariat in Deutsch und Mathematik.
Zu wissenschafts- und sozialpolitischen Themen veröffentlicht Bunia in der Tagespresse und im Merkur. Bunia ist ehemaliger Vorstandsvorsitzender der Deutschen Gesellschaft Juniorprofessur.

## Forschung
Bunias Forschungsschwerpunkte liegen in der Fiktionstheorie, in der Romantikforschung und in der Erforschung des Zitats. Ein weiterer Schwerpunkt liegt in der Untersuchung des Verhältnisses von Literaturwissenschaft auf der einen Seite und Naturwissenschaft, Mathematik und Recht auf der anderen Seite.

## Veröffentlichungen

### Bücher
- Faltungen. Fiktion, Erzählen, Medien. Erich Schmidt, Berlin 2007, ISBN 978-3-503-09809-5 (zugleich: Siegen, Universität, Dissertation, 2006).
- Philister. Problemgeschichte einer Sozialfigur der neueren deutschen Literatur. Hrsg. von Remigius Bunia, Till Dembeck, Georg Stanitzek. Akademie, Berlin 2011, ISBN 3-05-005266-X.
- Romantischer Rationalismus. Zu Wissenschaft, Politik und Religion bei Novalis. Schöningh, Paderborn u. a. 2013, ISBN 978-3-506-77697-6.
- Friedrich Schlegel und die Philologie. Hrsg. von Ulrich Breuer, Remigius Bunia, Armin Erlinghagen. Paderborn u. a. 2013, ISBN 978-3-506-77712-6.
- Dank sagen. Politik, Semantik und Poetik der Verbindlichkeit. Hrsg. von Natalie Binczek, Remigius Bunia, Till Dembeck, Alexander Zons. Fink, München 2013, ISBN 978-3-7705-5669-4.
- Metrik und Kulturpolitik. Verstheorie bei Opitz, Klopstock und Bürger in der europäischen Tradition. Ripperger & Kremers, Berlin 2014, ISBN 978-3-943999-11-2.

### Essays
- Das rationale Orakel. Der Experte als Handwerker und Augur. In: Merkur. Jg. 66, Heft 760/761 = 9/10, 2012, ISSN 0026-0096, S. 826–834.
- In der Gewalt der Schulden: Zu David Graebers Entwurf einer anderen Wirtschaft. in: Merkur. Jg. 66, Heft 757 = 6, 2012, S. 535–542.
- Die Lehrbefugnis hat ausgedient. In: Frankfurter Allgemeine Zeitung, 14. März 2012, S. N5.
- Warum stört es die Literaturwissenschaft, dass Literatur Wirkungen hat? In: Frankfurter Allgemeine Zeitung. Nr. 238, 13. Oktober 2007, S. 39, online (PDF; 300 kB).
- Von Häuptlingen und den übrigen Forschern. In: Merkur. Jg. 69, Heft 793 = 6, 2015, S. 17–30.

## Video
- Video zu Remigius Bunias Forschung (Latest Thinking)